# Лазар Младенов
 Тази статия е за българския духовник.  За българския революционер вижте Лазар Младенов (революционер).  За български общественик вижте Лазар Младенов (общественик).
Лазар Димитров Младенов е български източнокатолически духовник, епископ на Македонския български апостолически викариат от 1883 до 1895 година.

## Биография

### Семейство и образование
Роден е на 11 юни 1854 година в Банско, тогава в Османската империя, като шесто дете в семейството на учителя и православен свещеник от Банско Димитър Арабаджиев. Поп Димитър поддържа връзка с Драган Цанков и пише дописки във вестник „България“. Сестрата на Лазар Милана Димитрова е деятелка на банския комитет на ВМОРО, а брат му Иван Младенов е български учител и революционер.
Лазар получава основно образование в училището на баща си в Банско, а след това баща му го изпраща да учи във френското училище на лазаристите в Солун. Поп Димитър се задължава да държи детето си при лазаристите в шест години като пансионер, в противен случай се задължавал да изплати сумата за отглеждането и обучението му за времето, в което е било пансионер. Лазар напредва по френски и изявява желание да стане духовник. Под влияние на православни духовници, бащата на Лазар прави опит да го прибере от Солун, като прибягва до отвличане, но Лазар отказва да се върне в Банско и съответно в православието. Този отказ издига Лазар в очите на лазаристките мисионери и той е изпратен в лазаристкия колеж „Сен Беноа“ (Свети Бенедикт) в Цариград. От 1874 година Лазар Младенов започва да учи във висшата духовна академия на лазаристите в Париж. На 30 септември 1874 година влиза в ордена на лазаристите. Ръкоположен е в първи духовен чин от парижкия архиепископ Жозеф-Иполит Гибер.
През юни 1878 година, като запознат с българските работи е част от френската делегация на Берлинския конгрес. Същата година е изпратен да преподава в цариградския колеж „Сен Беноа“, но скоро поема по свещеническото поприще и започва да служи сред униатите в Солун.

### Източнокатолически епископ (1883 - 1894)
При административното преустройство на Католическата църква в България на 12 юни 1883 година е назначен за апостолически наместник за българите-католици в Македония и е ръкоположен за саталски епископ (Satalensis) от Нил Изворов в съслужение с епископите Михаил Петков и Вениамин Евсевидис.
В началото на 1884 година получава покана за лична среща с папа Лъв XIII в Рим, където е потвърдено назначението на младия епископ за апостолически викарий на Македонския български апостолически викариат, обхващаш българите униати в цяла Македония, със седалище в Солун. По повод избора на Младенов, консулът на Франция в Солун Огюст Дозон коментира, че разпопен лазарист поставен за епископ на българите от източен обряд, е неподходящо решение.
По време на епископското служение на Лазар Младенов в края на 80-те години унията в Македония достига своя апогей. Епископ Лазар със свои средства и с добити благодарение на неговата енергичност и инициативност помощи урежда много училища в своята епархия, както и непълна гимназия в Кукуш. Ръкополага свещеници и освещава много църкви. Привлича българи екзархисти към унията. На 3/15 юли 1894 година официално е поставен първият камък, върху който е трябвало да се изгради солунската източнокатолическа катедрала „Св. Св. Кирил и Методий“. За строежа на църквата прави големи заеми.
Освен с материални проблеми, в Солун епископ Лазар се сблъсква и с пренебрежително отношение незачитания от страна на лазаристите в града. Недоволството му от нежелан съветник, зле настроен към българите и с предпочитания към власите, подтиква епископ Лазар през юли 1888 година да пише на кардинал Джовани Симеони, че иска да напусне викариата, като се извинява за създаденото неудобство при назначаването си. Искането му остава без последствия.
От 1891 до 1894 година любовна афера и финансови скандали пораждат конфликт с лазаристите и се стига до напускането му на епископската катедра.
Френски и австрийски консулски доклади от есента на 1891 година посочват, че епископ Лазар държи в дома си млада българска униатка от Хамбаркьой, отвлечена от свой съселянин през лятото на 1890 година и потурчена, която по-късно успява да избяга. Валията Зихни паша, макар и приятелски настроен към епископ Лазар, го обвинява, че държи младата жена в дома си с непозволени цели. Младенов заминава за Цариград и се установява в колежа „Сен Беноа“. Френският посланик Пол Камбон настоява Лазар да остане там, докато скандалът бъде забравен и напрежението бъде деескалирано, за да не се стигне до конфликт между християнското и мюсюлманското население на Солун. Епископ Лазар се връща в Солун в 1893 година, но скандалът по повод предполагаемата му любовна афера с младата българка продължава.
Също толкова интензивни са и обвиненията срещу епископ Лазар във финансови нередности. По-конкретно, поради лични финансови затруднения, той злоупотребява с парите на Ордена на лазаристите, които са изпратени от Рим за нуждите на Солунската българска семинария в Зейтинлъка и изобщо на униатското църковно и просветно дело. По същото време епископ Лазар и различни негови роднини се сдобиват с големи имоти. Игуменът на Лазаристкия център в Париж му отнема финансовото управление и дори и игуменът на Лазаристкия манастир в Солун Жан Галиню не му се доверява. Български източници твърдят, че десетте хиляди франка, изтеглени от лазаристката сметка в Отоманската банка са отишли за откуп на потурчената българка от Хамбаркьой.
Османскате власти в града също са недоволни от цялостната му дейност и като цяло действията му и личният му живот нанасят вреда на унията в Солун и намаляват привлекателността на унията за българите екзархисти.
През ноември 1894 година избухва нов финансов скандал, в който отново е замесен епископ Лазар Младенов. Солунският клон на Отоманската банка го обвинява, че е присвоил 10 000 франка от сметката на лазаристите без тяхно разрешение. Оплакванията достигат до Римската курия. Решено е да бъде лишен от всички църковни длъжности и отговорности и да се прати в манастир в Париж за покаяние. Епископ Лазар е лишен от везирския си берат и за негов временен приемник е признат архимандрит Епифаний Шанов в Кукуш. Гръцкият консул в Солун в доклада си до гръцкото министерство на външните работи обяснява отстраняването му с обвинението, „че е работил изключително в полза на разколническите българи и против интересите на католицизма в Македония“. Високата порта, която поощрява развитието на унията в Македония, като противотежест на българското екзархийско дело, отдава отстраняването на епископ Лазар на лични причини.

### Православен епископ (1894 - 1895)
Веднага след като му е съобщено решението, епископ Лазар се отказва от имотите си в Солун, но не и от тези извън него, тъй като само първите според него са на българската католическа община. От страх от евентуалното му влизане в Екзархията, католическите власти му предлагат да отиде в Цариград вместо в Париж. Тези страхове се потвърждават, когато Лазар се обръща в началото на декември 1894 година към Светия синод на Българската екзархия с молба да бъде приет отново в православието, представяйки се като български патриот и твърдейки, че лазаристите се стремят да дебългизират неговата епархия. Епископ Лазар с се обръща към българите униати да се насочат в службата си към Екзархията - „нашата естествена национална Църква“, като само така и в нейното лоно ще спрат конфликтите, гоненията и омразата. Така той идентифицила българското православие с „националното“.
Молбата е одобрена веднага с постановление от 8 декември от същата година и епископ Лазар получава титлата браницки. Екзарх Йосиф I Български обаче е добре уведомен от френския консул в Солун за делата и състоянието на епископ Лазар и макар да се опитва да се възползва от влизането му в Екзархията, за да нарани Унията, съзнада нестабилността на позициите му и Светият синод не му възлага църковни задължения, а го пенсионира. Веднага след присъединяването му към Екзархията, е разпространено циркулярно писмо, в което се съобщава за неговото напускане на унията и се призовават онези, които са се присъединили към нея, да се върнат към православието. Това действие предизвиква безпокойство в католическите дипломатически и църковни среди, че ще се появи вълна от връщания на българи към Екзархията. Католиците се притесняват, че може да му бъде дадена епархия в Македония като екзархийски епископ. На 8 април 1895 година папа Лъв XIII с декрет го отлъчва от църквата.

### Отново източнокатолически епископ (1895 - 1918)
След шест месеца престой в седалището на Екзархията в Цариград и свещенодействие в българска православна църква „Свети Стефан“, през май 1895 година епископ Лазар внезапно се завръща в унията. На 15 май той отива в резиденцията на арменския католически патриарх и на 26 май изпраща покайно писмо до папа Пий XIII. В писмото си епископ Лазар набляга на универсализма на Църквата - „майка и учителка на всички Църкви“, която приема верующи от всички краища като не отдава значение на произхода.
Покаянието му е сметнато за искрено и на 22 юли 1895 година той заминава за Рим и се установява в католически манастир. Въпреки че папата му е дал надежди да се върне в Македония, това не става.
Първоначално е съветник в папското Управление по източните въпроси. Запазвайки това звание, в началото на века е назначен и за поддиректор на Ватиканската библиотека. За 18 години на този пост написва книга върху историята на България въз основа на непубликувани документи от подведомствената му библиотека, която остава неиздадена.
Епископ Лазар Младенов умира в Рим на 4 март 1918 година. Епископ Лазар е заличен от диптихите и на Православната и на Католическата църква.

## Родословие
|                              |                              |                              |                              |                              |                              |  |  | поп Младен Арабаджиев            |                          |                          |                          |                          |                          |  |  |                                |                                |                                |                                |                                |                                |  |  |                               |                               |                               |                               |                               |                               |  |  |  |  |  |  |  |  |  |  |  |  |  |  |  |  |  |  |  |  |  |  |
|                              |                              |                              |                              |                              |                              |  |  |                                  |                          |                          |                          |                          |                          |  |  |                                |                                |                                |                                |                                |                                |  |  |                               |                               |                               |                               |                               |                               |  |  |  |  |  |  |  |  |  |  |  |  |  |  |  |  |  |  |  |  |  |  |
|                              |                              |                              |                              |                              |                              |  |  | Димитър Арабаджиев (1820 – 1892) |                          |                          |                          |                          |                          |  |  |                                |                                |                                |                                |                                |                                |  |  |                               |                               |                               |                               |                               |                               |  |  |  |  |  |  |  |  |  |  |  |  |  |  |  |  |  |  |  |  |  |  |
|                              |                              |                              |                              |                              |                              |  |  |                                  |                          |                          |                          |                          |                          |  |  |                                |                                |                                |                                |                                |                                |  |  |                               |                               |                               |                               |                               |                               |  |  |  |  |  |  |  |  |  |  |  |  |  |  |  |  |  |  |  |  |  |  |
|                              |                              |                              |                              |                              |                              |  |  |                                  |                          |                          |                          |                          |                          |  |  |                                |                                |                                |                                |                                |                                |  |  |                               |                               |                               |                               |                               |                               |  |  |  |  |  |  |  |  |  |  |  |  |  |  |  |  |  |  |  |  |  |  |
| Лазар Младенов (1854 – 1918) | Лазар Младенов (1854 – 1918) | Лазар Младенов (1854 – 1918) | Лазар Младенов (1854 – 1918) | Лазар Младенов (1854 – 1918) | Лазар Младенов (1854 – 1918) |  |  | Иван Младенов (? – 1884)         | Иван Младенов (? – 1884) | Иван Младенов (? – 1884) | Иван Младенов (? – 1884) | Иван Младенов (? – 1884) | Иван Младенов (? – 1884) |  |  | Милана Колчагова (1856 – 1946) | Милана Колчагова (1856 – 1946) | Милана Колчагова (1856 – 1946) | Милана Колчагова (1856 – 1946) | Милана Колчагова (1856 – 1946) | Милана Колчагова (1856 – 1946) |  |  | Георги Колчагов (1854 – 1917) | Георги Колчагов (1854 – 1917) | Георги Колчагов (1854 – 1917) | Георги Колчагов (1854 – 1917) | Георги Колчагов (1854 – 1917) | Георги Колчагов (1854 – 1917) |  |  |  |  |  |  |  |  |  |  |  |  |  |  |  |  |  |  |  |  |  |  |
| Лазар Младенов (1854 – 1918) | Лазар Младенов (1854 – 1918) | Лазар Младенов (1854 – 1918) | Лазар Младенов (1854 – 1918) | Лазар Младенов (1854 – 1918) | Лазар Младенов (1854 – 1918) |  |  | Иван Младенов (? – 1884)         | Иван Младенов (? – 1884) | Иван Младенов (? – 1884) | Иван Младенов (? – 1884) | Иван Младенов (? – 1884) | Иван Младенов (? – 1884) |  |  | Милана Колчагова (1856 – 1946) | Милана Колчагова (1856 – 1946) | Милана Колчагова (1856 – 1946) | Милана Колчагова (1856 – 1946) | Милана Колчагова (1856 – 1946) | Милана Колчагова (1856 – 1946) |  |  | Георги Колчагов (1854 – 1917) | Георги Колчагов (1854 – 1917) | Георги Колчагов (1854 – 1917) | Георги Колчагов (1854 – 1917) | Георги Колчагов (1854 – 1917) | Георги Колчагов (1854 – 1917) |  |  |  |  |  |  |  |  |  |  |  |  |  |  |  |  |  |  |  |  |  |  |